# Dalvík
Dalvík es una de las veinticuatro kaupstaðir de Islandia. Se destaca por ser un pueblo pesquero y se encuentra en la región de Norðurland Eystra. Tiene una población de 1948 habitantes (censo del año 2008). Se encuentra en la zona este de la península de Tröllaskagi.

## Etimología

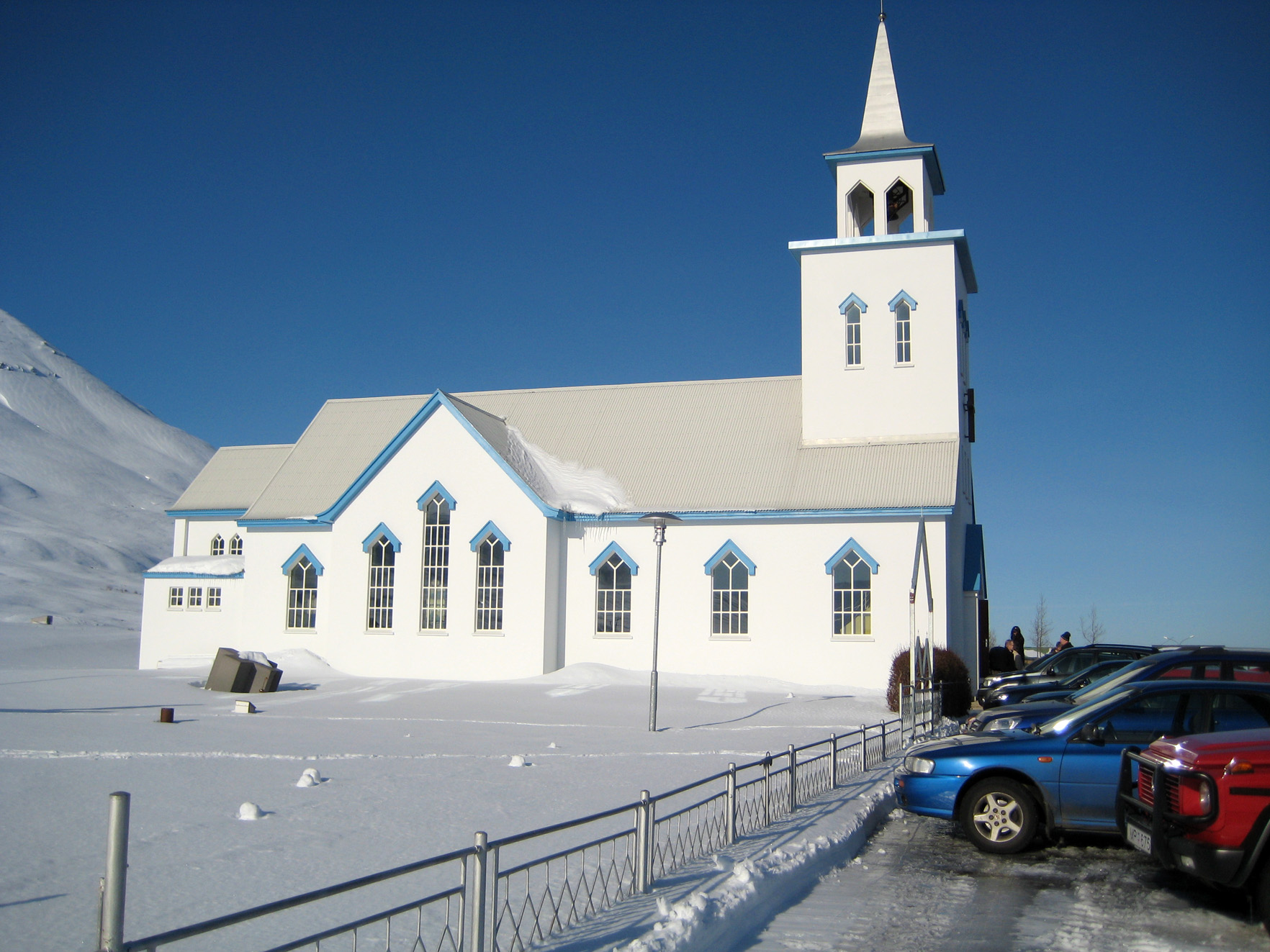
Iglesia en Dalvík.

Dal-vík significa 'bahía del valle' en islandés.

## Comunicaciones

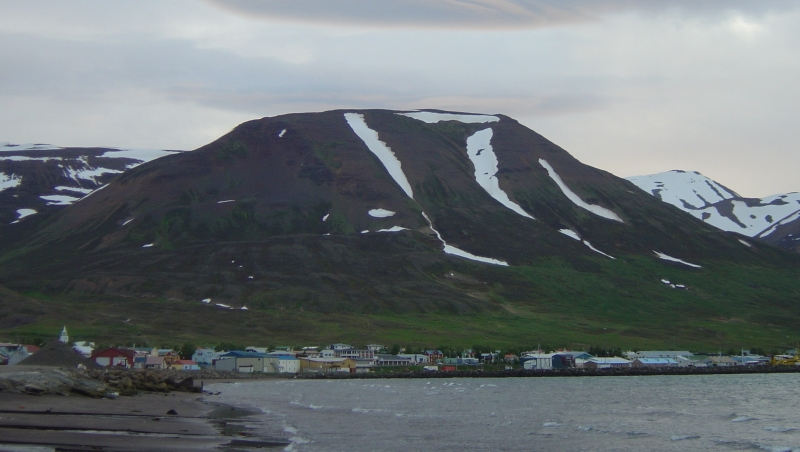
Vista de Dalvík.

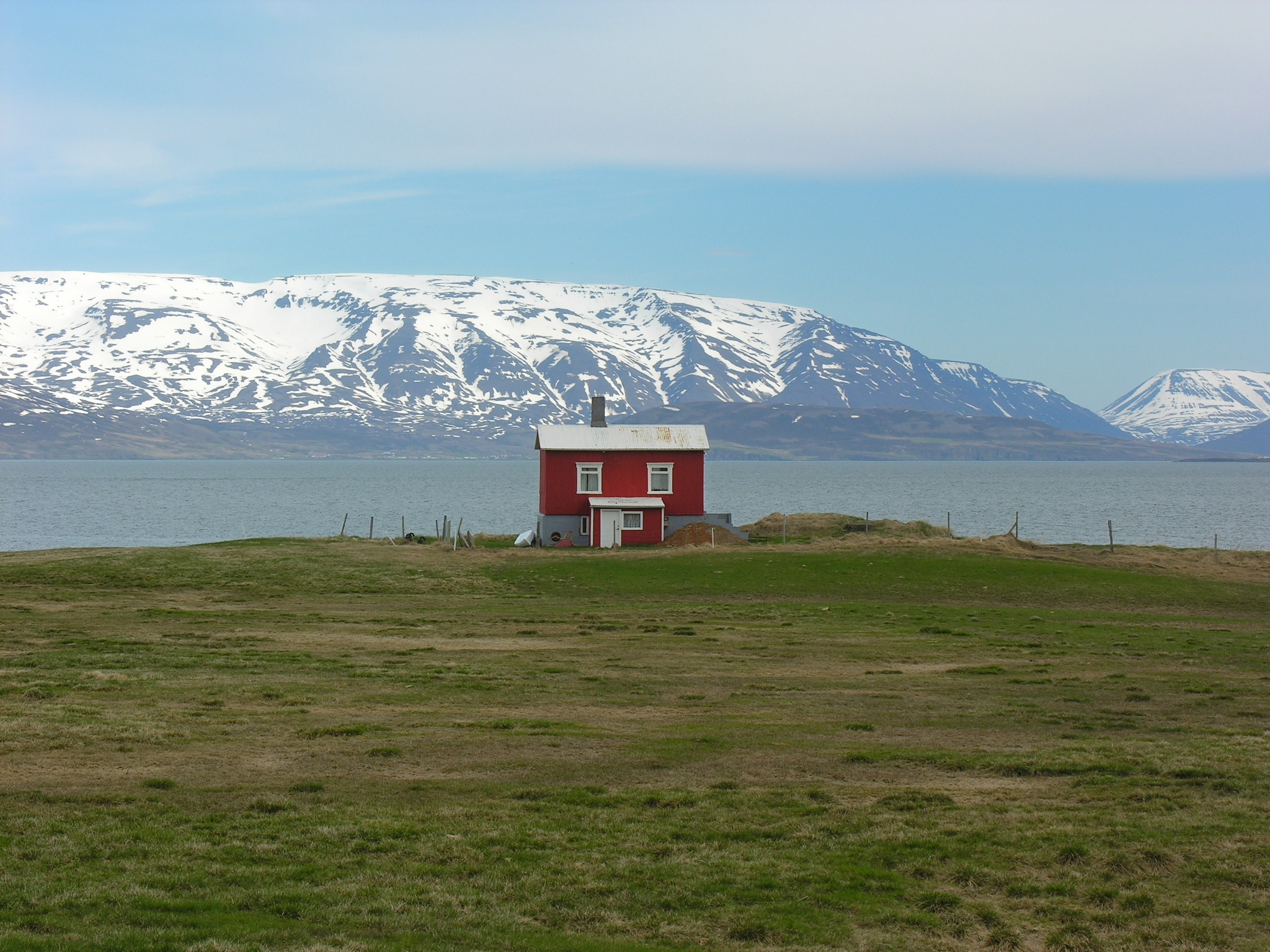
Vista del Eyjafjörður.

El puerto de comercial Dalvík es de tipo regional y está destinado a la importación y la pesca. El crucero Sæfari, que navega desde Dalvík, sirve a la isla de Grímsey, una isla septentrional de la comunidad, que se encuentra en el círculo polar ártico.
Se comunica con Ólafsfjörður a través del túnel Múlagöng, en la Ruta 82.

## Cultura
El Fiskidagur anual se celebra el primer o segundo sábado de agosto, con la asistencia de hasta 30.000 personas que disfrutan de un bufé libre cuyo principal alimento es el pescado, patrocinado por la industria pesquera local.

## Deportes
En el deporte, Dalvík es probablemente más conocida por el esquí alpino en Böggvisstaðafjall, una zona de esquí de las más conocidas estaciones de esquí en Islandia.
La ciudad ha colaborado con varios esquiadores que han representado a Islandia en los Juegos Olímpicos, Copas del Mundo, Campeonatos Mundiales, Copas de Europa, así como otras competiciones internacionales y nacionales. Entre estos se destacan Daniel Hilmarsson, Sveinn Brynjólfsson y actualmente Björgvin Björgvinsson.
El Hamar Golf Club es un club floreciente con un campo de golf de nueve hoyos localizado en las afueras de Dalvík.

### Fútbol
Los equipos de fútbol de la aldea han tenido sus altibajos, pero han logrado producir algunos jugadores conocidos a nivel nacional, pero el más conocido es el delantero de Queens Park Rangers Football Club, Heiðar Helguson.

## Economía
La economía local se basa en la pesca y la transformación de pescado, además de diversas empresas industriales y de alimentos, servicios, y cada vez va creciendo más la industria de alta tecnología.

## Ciudades hermanas
- Viborg, Dinamarca
- Lund, Suecia
- Hamar, Noruega
- Porvoo, Finlandia
- Ittoqqortoomit, Groenlandia